# 伦岑
易北河畔伦岑（德語：Lenzen (Elbe)），简称伦岑（德語：Lenzen，發音：[ˈlɛntsn̩] ⓘ），是德国勃兰登堡州普里格尼茨县的城市，面积96.19平方千米，2023年12月31日人口为2,066人。